# Transwagon
Transwagon (bulgarisch Трансвагон) ist ein bulgarisches Unternehmen aus der Hafenstadt Burgas. Transwagon ist auf die Herstellung, Instandsetzung und Modernisierung von Güterwagen spezialisiert. Das Unternehmen befindet sich in der Industriezone Nord in der Nähe des Bahnhofs Wladimir Pawlow.

## Geschichte
Die Anfänge des Unternehmens wurden 1890 gelegt, als mit der Eröffnung der Eisenbahnstrecke Burgas-Sofia in Burgas ein Werk zur Reparatur der auf dieser Strecke verkehrenden Lokomotiven und Wagen gegründet wurde. In der zweiten Hälfte der 1940er wurde das Reparaturwerk nationalisiert und in Wagonoromonten sawod (bg. Вагоноремонтен завод) umbenannt. 1951 wurde mit der Herstellung von neuen Güterwagen begonnen, was gleichzeitig der Anfang der bulgarischen Güterwagenherstellung bedeutete. Dabei erfolgte eine erneute Umbenennung in Wagonoromonten i wagonostroitelen sawod (bulg. Вагоноремонтен и вагоностроителен завод). In den 1950er und 1960er Jahren wurden die Konstruktionen der offenen und gedeckten Güterwagen für Massengüter entwickelt, in den 1970er Jahren von Flachwagen und seit den 1980er Jahren steht die Herstellung von spezialisierten Güterwagen im Vordergrund.
In den 1990er Jahren spezialisierte sich das Werk auf den Umbau und die Modernisierung von Güterwagen und deren Export. 1999 wurde Transwagon privatisiert. In der Folge wurde das Werk modernisiert, so dass das Betriebsgelände heute eine Fläche von 200.000 Quadratmetern einnimmt und an die Tradition des Güterwagenbaus anknüpfen kann.